# Proedros

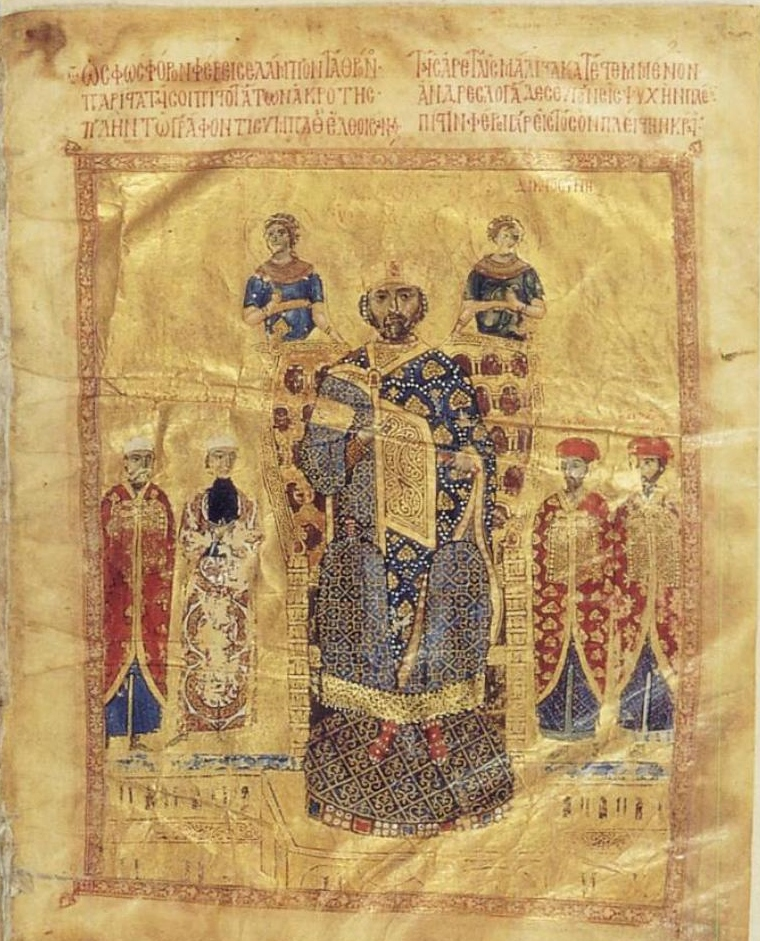
El emperador Nicéforo III flanqueado por altos dignatarios de su corte, todos ellos proedros. Manuscrito de la década de 1070. De izquierda a derecha, el proedros y epi tou kanikleiou, el prōtoproedros y prōtovestiarios (un eunuco, al no llevar barba), el emperador con la Verdad y la Justicia, el proedros y dekanos y el proedros y megas primikērios.

Proedros ( en griego, πρόεδρος, "presidente") fue un alto cargo eclesiástico y de la corte bizantina desde el siglo X a mediados del siglo XII. La forma femenina del título es proedrissa (en griego, προέδρισσα).

## Dignidad civil en la corte bizantina
El título, de confianza y responsabilidad, fue creado en la década de 960 por Nicéforo II Focas siendo asignado por primera vez a Basilio Lecapeno, un eunuco parakoimomenos. Fue posicionado muy alto en la jerarquía de la corte, inmediatamente debajo de la zostē patrikia y antes de los magistros, lo que significaba que fue el más alto título no-imperial abierto a los hombres. El título, aparentemente, continuaba limitado a eunucos hasta mediados del siglo XI, cuando se abrió a la aristocracia y se concedió con prodigalidad.  El poseedor de esta dignidad era también el presidente del Senado (en griego, ὁ πρόεδρος τῆς συγκλήτου) y el término proedros se utiliza a menudo para denotar prevalencia en otros cargos, como por ejemplo, proedros de los notarioi para los protonotarios. 
El título fue ampliamente concedido en el siglo XI, después de que se abriera a los no eunucos, propiciando la creación de los prōtoproedros (en griego, πρωτοπρόεδρος, "primer proedros") para distinguir los más altos cargos, entre sus titulares. El título, junto con la mayor parte de los títulos de la corte bizantina, cayó en desuso gradual en el período Comneno, y desapareció a finales del siglo XII. De acuerdo con De Ceremoniis del emperador Constantino VII Porfirogéneta (r. 913-959), la vestimenta e insignias de los proedros en la década de 960 eran las siguientes: "una túnica de color rosa y bordada en oro, un cinturón con incrustaciones de gemas y una clámide blanca adornada con franjas doradas y con dos tablia de oro (parches cuadrados) y decoración de hojas de hiedra".

## Cargo eclesiástico
El término proedros fue también utilizado a menudo por un obispo, que era, naturalmente, el presidente del clero local, y en algunos raros casos, por los obispos metropolitanos. En el siglo XIII, sin embargo, adquirió un significado más específico: se le dio a los obispos que al mismo tiempo mantenían jurisdicción sobre una sede episcopal vacante. Como proedros de una sede episcopal vacante, el obispo gestionaba su administración, pero a diferencia del obispo regular, nunca se llegaría a instalar oficialmente en esa sede. Al igual que en la corte, el término proedros también denotaba precedencia entre un grupo de cargos.